# Juliane Louise von Ostfriesland
Juliane Louise Prinzessin von Ostfriesland (* 16. November 1657 in Aurich; † 30. Oktober 1715 in Hamburg) war die älteste Tochter des Fürsten Enno Ludwig  von Ostfriesland und seiner zweiten Frau Justine Sophie von Barby. Sie entstammte dem Hause Cirksena.

## Leben
Nach dem Tod ihres Vaters im Jahr 1660 lebte sie mit ihrer Mutter und ihrer Schwester Sophie Wilhelmine auf Burg Berum bei Aurich. Es kam zu anhaltenden Erbstreitigkeiten mit dem Onkel Georg Christian und nach dessen Tod mit dessen Ehefrau, der in Ostfriesland vormundschaftlich regierenden Christine Charlotte von Württemberg. Der Streit konnte erst 1695 durch einen Vergleich beigelegt werden, der Überlieferung zufolge erhielt Juliane Louise ein Kapital von 59.000 Thalern, das zwei Jahre später ausgezahlt wurde.

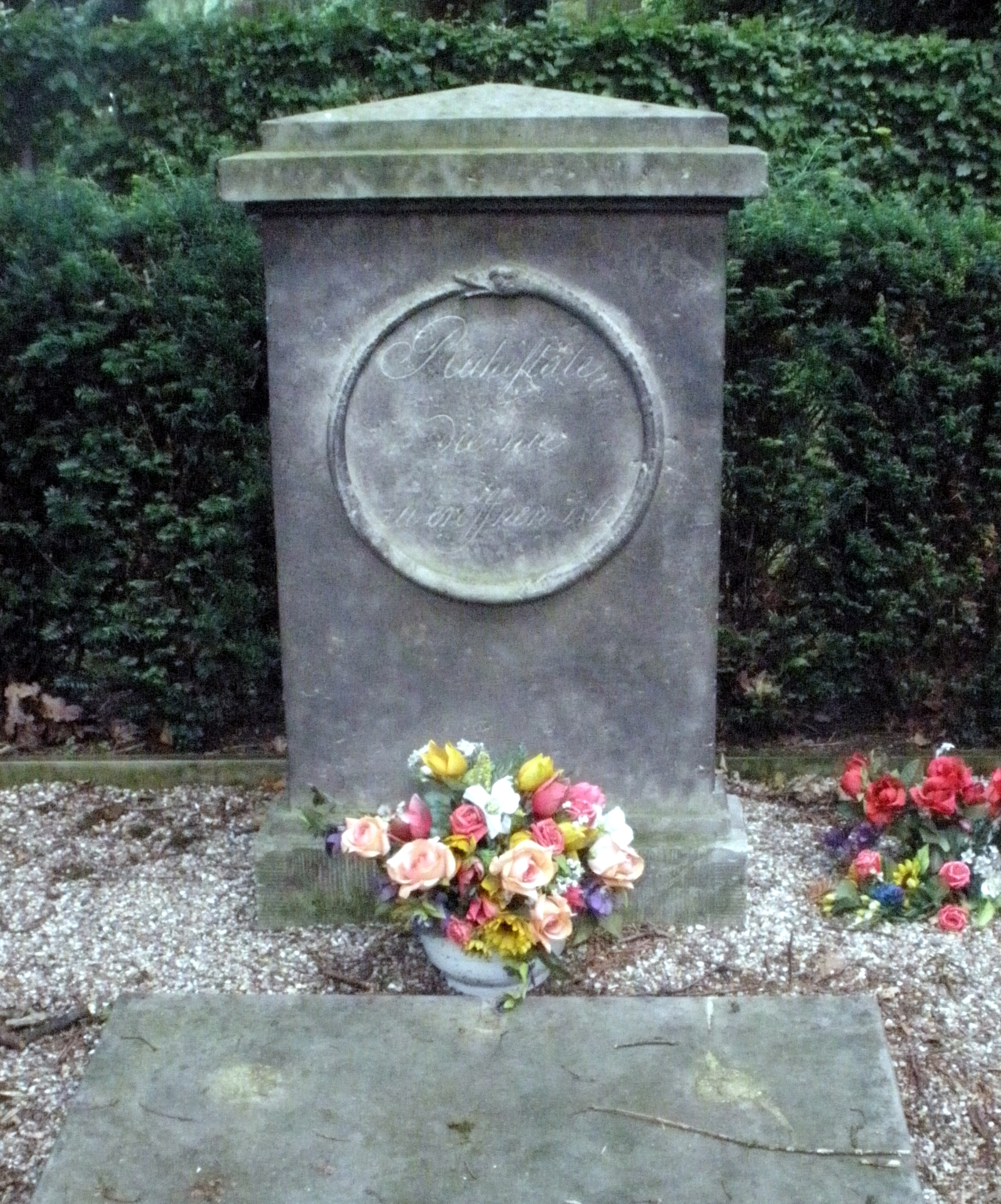
Grabstelle von Juliane Louise Prinzessin von Ostfriesland auf dem Friedhof Ohlsdorf

Juliane Louise hatte nach dem Tod ihrer Mutter 1677 zunächst mittellos bei ihrem Vormund Rudolf August, Herzog von Braunschweig-Lüneburg, in Wolfenbüttel gelebt, ab 1686 bei dem weiteren Verwandten Herzog Johann Adolf von Holstein in Plön. Finanziell unabhängig geworden, zog sie 1698 nach Hamburg und wohnte dort in einem Haus am Jungfernstieg. Sie besaß zudem einen Landsitz in Ottensen. Im Jahr 1700 heiratete sie den Pastor Joachim Morgenweck, der Prediger an der zum Hamburger Waisenhaus gehörenden Maria-Magdalenen-Kirche war. Die Eheschließung fand heimlich statt, da die Verbindung zwischen einer Adeligen und einem Pastor um 1700 gemeinhin als skandalös galt. Das Paar lebte getrennt und erregte kein Aufsehen.
Juliane Louise starb im Oktober 1715 vermutlich an der Pest. Sie vermachte der Maria-Magdalenen-Kirche testamentarisch eine Summe von 3000 Mark, die für die Pflege ihrer Grabstätte durch den jeweils amtierenden Pastor verwendet werden sollte. Morgenweck erhielt das lebenslange Nutzungsrecht über das Haus in Ottensen. Das Testament wurde von einer sich für erbberechtigt haltenden Nichte angefochten mit der Folge, dass die Grabstätte wegen des ausstehenden Geldes nicht freigegeben wurde. Erst im März 1717 fand die Beisetzung statt, der Sarg hatte bis dato 18 Monate in der Diele der Wohnung am Jungfernstieg gestanden.
1807 wurde die Maria-Magdalenen-Kirche abgerissen und die Grabstätte auf die Dammtorfriedhöfe umgebettet, nach dessen Schließung erfolgte die weitere Verlegung zum Friedhof Ohlsdorf. Direkt daneben legte man das Grab von Barthold Nicolaus Krohn, dem letzten Pastor der Kirche. Das Grabmal gilt als eines der ältesten des Friedhofs und wurde im Jahr 2010 restauriert. Es soll ursprünglich mit der Inschrift Dieses Grab ist nie zu öffnen, solange der Wind weht und der Hahn kräht versehen gewesen sein, heute lautet der Schriftzug: Ruhestätte, die nie zu öffnen ist.